# فرناندو کلاویخو
فرناندو کلاویخو (اسپانیایی: Fernando Clavijo‎; ۲۳ ژانویهٔ ۱۹۵۶ – ۸ فوریهٔ ۲۰۱۹) بازیکن سابق و مربی فوتبال اروگوئه‌ای‌تبار اهل ایالات متحده آمریکا بود.
از باشگاه‌هایی که در آن بازی کرده‌است می‌توان به باشگاه فوتبال سن‌خوزه ارث‌کوئیکز اشاره کرد.
وی همچنین در تیم‌های ملی فوتبال ایالات متحده آمریکا و تیم ملی فوتسال ایالات متحده آمریکا بازی کرده‌است.